# 大安庄
大安庄，為1920年~1945年間存在之行政區，轄屬台中州大甲郡。今台中市大安區。

## 行政區劃
海墘厝大字下有「海墘厝」、「塭寮」、「大安港」小字名
。

## 設施
官署
- 大安庄役場

交通
- 大安港

學校
- 大安公學校
- 海墘公學校

會社
- 大安信用利用組合